# Sue Peard
Susan „Sue“ Peard (* 1931, geborene Susan Devlin) ist eine ehemalige US-amerikanische Badmintonspielerin, die später für Irland startete.

## Karriere
Devlin begann in früher Kindheit unter der Anleitung ihres irischen Vaters Frank Devlin Badminton zu spielen. 1956 gewann sie mit ihrer Schwester Judy Devlin die All England, nachdem sie im Jahr zuvor im Finale gescheitert waren. 1960 und 1961 siegten beide noch einmal im gemeinsamen Doppel.

## Erfolge
| Saison    | Veranstaltung                                        | Disziplin   | Platz | Sieger                             |
| --------- | ---------------------------------------------------- | ----------- | ----- | ---------------------------------- |
| 1953      | US Open                                              | Damendoppel | 1     | Sue Devlin / Judy Devlin           |
| 1954      | All England                                          | Damendoppel | 1     | Sue Devlin / Judy Devlin           |
| 1955      | All England                                          | Damendoppel | 2     | Sue Devlin / Judy Devlin           |
| 1956      | All England                                          | Damendoppel | 1     | Sue Devlin / Judy Devlin           |
| 1957      | Kanada: Nationale und Internationale Meisterschaften | Damendoppel | 1     | Susan Devlin / Judy Devlin         |
| 1958      | US Open                                              | Damendoppel | 1     | Sue Devlin / Judy Devlin           |
| 1959      | All England                                          | Damendoppel | 2     | Sue Devlin / Judy Devlin           |
| 1959      | Kanada: Nationale und Internationale Meisterschaften | Dameneinzel | 2     | Sue Devlin                         |
| 1959      | Kanada: Nationale und Internationale Meisterschaften | Damendoppel | 1     | Sue Devlin / Judy Devlin           |
| 1959      | US Open                                              | Damendoppel | 1     | Sue Devlin / Judy Devlin           |
| 1960      | All England                                          | Damendoppel | 1     | Sue Devlin / Judy Devlin           |
| 1960      | US Open                                              | Damendoppel | 1     | Susan Devlin / Judy Devlin         |
| 1961      | All England                                          | Damendoppel | 1     | Judy D. Hashman / Sue Peard        |
| 1961      | Irish Open                                           | Damendoppel | 1     | Sue Peard / Lena Rea               |
| 1962/1963 | Deutschland: Internationale Meisterschaften          | Damendoppel | 2     | Judy Hashman / Peard-Devlin        |
| 1963      | All England                                          | Damendoppel | 1     | Judy D. Hashman / Sue Devlin-Peard |
| 1964      | All England                                          | Damendoppel | 2     | Judy D. Hashman / Sue Peard        |
| 1970      | Irish Open                                           | Damendoppel | 1     | Yvonne Kelly / Sue Peard           |
| 1973      | Irische Meisterschaft                                | Damendoppel | 1     | Lena Rea / Sue Peard               |

## Referenzen
- Pat Davis: The Guinness Book of Badminton (Enfield, Middlesex, England: Guinness, Superlatives Ltd., 1983) 108.
- Herbert Scheele (Ed.): The International Badminton Federation Handbook for 1971 (Canterbury, Kent, England: J. A. Jennings Ltd., 1971) 313.
- Herbert Scheele (Ed.): The International Badminton Federation Handbook for 1967 (Canterbury, Kent, England: J. A. Jennings Ltd. 1967) 97–101.
- Herbert Scheele (Ed.): The International Badminton Federation Handbook for 1967 (Canterbury, Kent, England: J. A. Jennings Ltd., 1967) 102–106.

| Personendaten    | Personendaten                                          |
| ---------------- | ------------------------------------------------------ |
| NAME             | Peard, Sue                                             |
| ALTERNATIVNAMEN  | Devlin, Susan (Geburtsname); Devlin, Sue; Peard, Susan |
| KURZBESCHREIBUNG | US-amerikanisch-irische Badmintonspielerin             |
| GEBURTSDATUM     | 1931                                                   |